# 僕の言葉ではない これは僕達の言葉
「僕の言葉ではない これは僕達の言葉」（ぼくのことばではない これはぼくたちのことば）は、UVERworldの楽曲。27枚目のシングルとして、2015年5月27日にgr8!recordsから発売された。

## 背景とリリース
前作「7日目の決意」からおよそ1年ぶり、8thアルバム「Ø CHOIR」含めると約11か月ぶりとなる、2015年第一弾シングル。表題曲「僕の言葉ではない これは僕達の言葉」は、MBS・TBS系アニメ『アルスラーン戦記』の第1期オープニングテーマ、カップリングの「Collide」は映画『新宿スワン』挿入歌に使用された。本作でバンドとして6度目となる『土6枠』『日5枠』のアニメ主題歌タイアップとなった。
「メッセージのこもった曲を作る」をコンセプトに制作を開始。2015年は「MONDO PIECE」「7日目の決意」のような、メッセージがしっかり伝わっていく音楽を書いていきたいとTAKUYA∞は語っている。動機は「ライブでメッセージのこもった曲を演奏して観客を引き寄せる感覚が気持ちいいから」とのこと。そのため、曲名を見ただけで何を伝えたいのかわかるようにしたという。
初回生産限定盤・通常盤・期間生産限定盤（アニメ盤）の3形態でのリリース。初回生産限定盤の特典DVDには「7日目の決意 vol.01」ミュージックビデオおよびメイキング映像、2015年2月22日郡山 HIP SHOT JAPANにて行われたライブより「在るべき形」が収録されている。期間限定盤は、『アルスラーン戦記』の描き下ろしイラストとなっている。
3形態でのリリースだったが、彼らのアニメタイアップシングルの中で、もっとも低い累計である『endscape』を下回った。しかし、YouTubeでのMV再生回数は1,000万回を突破している。
2017年8月2日発売のオリジナルアルバム『TYCOON』が初収録であり、アルバム収録まで2年2ヶ月を要した。これは2021年現在において最長である。

## 収録内容

### 初回生産限定盤・通常盤
| 全作詞: TAKUYA∞、全編曲: UVERworld & 平出悟。 |                                       |           |              |      |
| #                                             | タイトル                              | 作詞      | 作曲         | 時間 |
| 1.                                            | 「僕の言葉ではない これは僕達の言葉」 | TAKUYA∞   | TAKUYA∞      | 4:18 |
| 2.                                            | 「言わなくても伝わる あれは少し嘘だ」 | TAKUYA∞   | TAKUYA∞      | 6:25 |
| 3.                                            | 「Collide」                           | TAKUYA∞   | 彰 / TAKUYA∞ | 3:30 |
| 合計時間:                                     | 合計時間:                             | 合計時間: | 14:15        |      |

| #  | タイトル                                             | 作詞 | 作曲・編曲 |
| -- | ---------------------------------------------------- | ---- | ---------- |
| 1. | 「7日目の決意 vol.1」                                |      |            |
| 2. | 「7日目の決意 vol.1 メイキング映像」                 |      |            |
| 3. | 「在るべき形 Live at 郡山 HIP SHOT JAPAN 2015.2.22」 |      |            |

### 期間生産限定盤
| #         | タイトル                                        | 作詞  | 作曲・編曲 | 時間 |
| --------- | ----------------------------------------------- | ----- | ---------- | ---- |
| 1.        | 「僕の言葉ではない これは僕達の言葉」           |       |            | 4:18 |
| 2.        | 「言わなくても伝わる あれは少し嘘だ」           |       |            | 6:25 |
| 3.        | 「Collide」                                     |       |            | 3:34 |
| 4.        | 「僕の言葉ではない これは僕達の言葉 (TV size)」 |       |            | 1:30 |
| 合計時間: | 合計時間:                                       | 15:49 |            |      |

### Extra Edition
| #         | タイトル                                        | 作詞  | 作曲・編曲 | 時間 |
| --------- | ----------------------------------------------- | ----- | ---------- | ---- |
| 1.        | 「僕の言葉ではない これは僕達の言葉」           |       |            | 4:18 |
| 2.        | 「言わなくても伝わる あれは少し嘘だ」           |       |            | 6:25 |
| 3.        | 「Collide」                                     |       |            | 3:34 |
| 4.        | 「僕の言葉ではない これは僕達の言葉 (TV size)」 |       |            | 1:33 |
| 5.        | 「IMPACT mixed by Dave Schiffman」              |       |            | 4:26 |
| 合計時間: | 合計時間:                                       | 20:16 |            |      |

## 楽曲解説
僕の言葉ではない これは僕達の言葉
「7日目の決意」と同じくTAKUYA∞の見た夢の中に出てきた曲をもとに制作されている（TAKUYA∞いわく「そいつの姿はほぼいなくなっている」とのこと）。UVERworld初となる、ボトルネック奏法が用いられた楽曲。メンバー全員がコーラスを務めている。ゲストボーカルとして「自分たちと同じ志で頑張ってきた仲間」であるLAID BACK OCEANのYAFUMI、愛笑むの世田谷のりこ、THE Hitch Lowkeの星☆拓也が参加した。3人はUVERworldのライブにゲスト出演することもある。TAKUYA∞曰く、「アルスラーン戦記」のスタッフからは、バンドサウンドが多めということ以外、特にオーダーはなかったという。UVERworldのメッセージは、TAKUYA∞だけでなくメンバー全員のものであるということを歌っている。
大喜多正毅監督によるMVが制作され、2015年6月9日にYouTubeにて公開された。MVへは、メンバーのほかにゲストボーカル陣ならびに、エキストラとして200人のファンが参加した。映像ではエキストラが順番に歌っているような演出がなされたが、実際は曲を歌っているわけではなく、楽曲タイトルと好きな言葉をカメラの前で発してもらい編集でつないだもの。大喜多監督は「曲名のようにみんなで歌うということ、エキストラを"個"として扱うことを表現したかった」と語っている。
言わなくても伝わる あれは少し嘘だ
TAKUYA∞が東京を離れ自身の実家にて制作した楽曲。当初は弾き語りであったが、彰の制作したバンドサウンドのアレンジをきっかけに現在の形となった。TAKUYA∞曰く「今まででは作れなかったような曲」。6月19日、GYAO!にてMVが公開された。ライブでの演奏は翌年のアリーナツアーが初となる。
Collide
映画『新宿スワン』挿入歌。格闘シーンに適した形で制作された楽曲。かねてより同作主演の綾野剛から「ライブで叫んでいるときの声が好き」という感想を聞いていたため、スクリーモの要素を導入したという。彰いわく「今の僕たちのオーソドックスな感じが出ている」。「言わなくても伝わる あれは少し嘘だ」と異なり、リリース後はライブにて頻繁に演奏されている。ライブのイントロでは、TAKUYA∞以外のメンバー全員がパーカッションを叩く。

## 参加ミュージシャン
UVERworld：Chorus (#1)
- TAKUYA∞：Vocal
- 克哉：Guitar
- 彰：Guitar
- 信人：Bass
- 真太郎：Drums
- 誠果：Sax

Support Musician
- 中西康晴：Piano (#1)
- YAFUMI：Chorus (#1)
- 星☆拓也：Chorus (#1)
- 世田谷のりこ：Chorus (#1)